# Основні реакції газифікації вугілля
Газифіка́ція вугі́лля (рос. газификация угля, англ. coal gasification, gasification of coal; нім. Kohlenvergasung f) — високотемпературний процес взаємодії вуглецю вугільного палива з окисниками, який здійснюється з метою одержання суміші горючих газів (Н2, СО, СН4).

Газифікацію вугілля можна спрощено описати п'ятьма основними хімічними реакціями.

Газифікація киснем або повітрям (неповне горіння)

C+1/2O3 →СО; ∆H = — 123,1 кДж/моль. (I)

Горіння в кисні

С + O2 → СO2; ∆H = — 404,7 кДж/моль. (2)

Газифікація вуглекислим газом (реакція Будуара)

С + СО2→ 2СО; ∆H = 159,9 кДж/моль. (3)

Газифікація водяною парою (реакція водяного газу)

С + Н2O → СО+H2; ∆H = 118,5 кДж/моль. (4)

Газифікація воднем (гідрогазифікація)

С + 2Н2 → СН4; ∆H = — 87,5 кДж/моль. (5)

При отриманні газової суміші з певним співвідношенням СО / Н2 для подальшого використання в реакціях синтезу має значення наступна реакція: 

СО + H2O → Н2 + СO2; ∆H = — 40,9 кДж/моль. (6)

Підвищення теплоти згорання газу досягається шляхом метанізації: 

СО + ЗН2 → СН4 + Н2O; ∆H = — 205,9 кДж/моль. (7)

Ентальпії реакцій подано при нормальних умовах (298 К; 1,013 бар). Для вуглецю була прийнята стандартна ентальпія утворення {\displaystyle H^{\circ }} = 12,5 кДж / моль. Таким чином, враховані властивості коксового вуглецю замість графитизированного.

Наведені рівняння (1) — (7) укладають в себе інформацію про стехіометрію та енергетику реакцій при газифікації, але нічого не говорять про їх повноту і характер протікання. Такі відомості можуть бути отримані тільки шляхом урахування термодинамічних і кінетичних закономірностей, а також умов стаціонарного режиму.

Як і всі хімічні реакції, обговорювані тут реакції (1)-(7) також прагнуть до стану рівноваги. Це означає, що після достатнього часу реагування, в залежності від температури і тиску, вихідні і кінцеві продукти опиняються в стійкому співвідношенні один з одним, яке характеризується константою рівноваги Кр. Індекс р показує, що в даному виразі окремі компоненти представлені через їх парціальні тиски.

З термодинамічних співвідношень

∆{\displaystyle G^{\circ }}(T) = — RTlnKp(T)

і

∆{\displaystyle G^{\circ }}(T) = ∆{\displaystyle H^{\circ }}(T) — T∆{\displaystyle S^{\circ }}(T), 

де ∆{\displaystyle G^{\circ }} — вільна стандартна ентальпія реакції (Більш поширена назва функції ∆{\displaystyle G^{\circ }} — потенціал і енергія Гіббса); ∆{\displaystyle H^{\circ }} — стандартна ентальпія реакції; T∆{\displaystyle S^{\circ }} — стандартна ентальпія реакції; Т — температура.

За допомогою емпіричних формул для розрахунку теплоємкостей залежно від температури для Кр може бути отриманий такий вираз: lgKp(T) = aT + bT + c{\displaystyle T^{2}} + dlgT + e

Константи а, b, с, d, е є емпіричними інтерполяційними величинами, табличні значення яких можна знайти в літературі.
Для рівнянь реакції (3) — (7) надаються окремі вирази для константи Кр і стехіометричні співвідношення, які також необхідні для відповідних полів газових компонентів в стані рівноваги.

Розглянуті реакції можна розділити на групи за характером впливу тиску на рівновагу. Реакція (6) практично не залежить від тиску, і тому, якщо знехтувати неідеальністю поведінки окремих компонентів, їй відповідає тільки одна рівноважна крива. Проте у всіх інших реакціях тиск впливає на рівновагу. При цьому можна виділити, з одного боку, реакції (3) і (4), рівновага яких із зростанням тиску зміщується в бік вихідних продуктів, а з іншого — реакції (5) і (7), в яких підвищення тиску сприяє утворенню кінцевих продуктів . Щоб отримати уявлення про ступінь впливу тиску, на рис.1 додатково нанесені рівноважні криві для підвищеного тиску 20 бар (2 МПа).

```
           

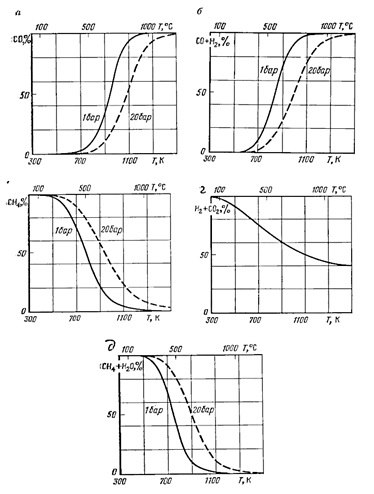

Рис. 1. Залежність об'ємного вмісту продуктів реакції по рівняннями (3)-(7) (відповідно а - д) від температури Т
```

При гідрогазифікації вугілля утворення метану сприяють високий тиск водню і відносно низька реакційна температура. Проте утворення великого обсягу окису вуглецю при газифікації відбувається тільки при високій температурі і нормальному тиску, так як в цих умовах рівновага практично повністю зміщена в бік окису вуглецю.

При розробці технологічної концепції способу газифікації необхідно брати до уваги місце розташування рівноваги розглянутих реакцій у вибраній області температур і тисків. В принципі з наведених рівнянь реакцій (3) - (7) і відповідних виразів для констант рівноваги можна отримати єдине узагальнене рівняння реакції і відповідну константу рівноваги, яка визначає рівноважний склад з урахуванням всіх перерахованих реакцій. Однак такий підхід є некоректним, оскільки в цьому випадку вважається, що всі рівноважні процеси рівноправні і протікають одночасно один з одним. Така картина не відповідає реальності. У газогенераторі існує просторовий розподіл температури, тиску і концентрацій. Тому рівноважний склад просторово змінюється залежно від температури і тиску. Не всі реакції протікають одночасно, деякі розвиваються послідовно один за одним. 

У тонкому шарі палива кисень повітря відразу ж перетворюється на окис вуглецю. Розкладання пари і утворення окису вуглецю відбуваються в набагато більшому обсязі і лише після того, як витратиться кисень і нагріються вугілля та газ.

Вирішальний вплив на дійсний склад газу надає швидкість встановлення рівноваги, яка описується реакційної кінетикою (див. Рис. 2). Швидкість хімічного реагування, яка може бути отримана тільки експериментально, досі не враховувалася у вищенаведених міркуваннях про протікання реакцій, але вона неявно присутня в конфігурації кривих. Швидкість дуже мала для всіх реакцій газифікації при низькій температурі і експоненціально збільшується з ростом останньої. Тому необхідно розрізняти склад газу, відповідний термодинамічній рівновазі, і склад, який може бути отриманий згідно кінетиці при заданому часі реагування. Рівноважний склад продуктів реакції являє собою співвідношення компонентів в газовій суміші, отриманий тільки в граничному випадку нескінченно довгого часу реагування при незмінних умовах, і тому характеризує гранично можливий стан.

```
                               

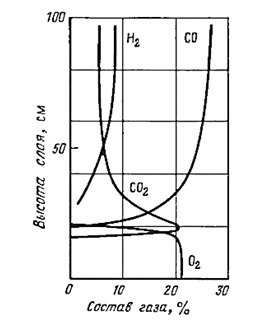

Рис. 2. Склад газу в шаровому генераторі (висота зольного шару 16 см)
```

Кожна з реакцій рівнянь (1) - (7) має власну кінетику. Звідси видно, що кожна реакція при рівних реакційних умовах має різну швидкість. Тому не слід очікувати, що досягнення рівноважних значень для всіх реакцій відбудеться одночасно. Додатковий вплив роблять вже згадувані вище просторові розподіли концентрацій, температур і тисків.